# Charles Rist
Pour les articles homonymes, voir Rist.
Charles Rist, né le 1er janvier 1874 à Prilly (Suisse) et mort le 10 janvier 1955 à Versailles, est un économiste français d'origine suisse. Il est un des économistes français majeurs de sa période avec François Simiand, Albert Aftalion, Gaëtan Pirou et Bertrand Nogaro. C'est à la fois un professeur et un expert concernant les questions monétaires. Il est l'un des penseurs du franc Poincaré et a accompli des missions de conseil aux gouvernements en Europe de l'Est, notamment en Roumanie. Il est aussi le premier à avoir créé en 1934-1935 un centre de recherche économique (IRES) qui comptera Robert Marjolin parmi ses membres. Après la Seconde Guerre mondiale, il sera l'un des derniers partisans dans la communauté économique de l’étalon-or.

## Biographie

### Les débuts
Frère du professeur Édouard Rist, il épouse la fille de Gabriel Monod, Germaine Monod, petite-fille d'Alexandre Herzen. Il est le père de Jean Rist, de Léonard Rist (en), de Claude Rist (1902-1950), de Noël Rist, de Mario Rist (1915-1979) et le beau-père de Marie Rist (née de Lacroix, épouse de Noël Rist).
À l'université sous l'influence d'un professeur, Raoul Jay, qui faisait un cours sur les syndicats anglais, il s'intéresse aux problèmes sociaux qui était alors un sujet en vogue à la Faculté de droit. Lors d'un séjour en Angleterre alors qu'il a 18 ans, il passe beaucoup de temps à visiter les centres de l'Armée du salut . Docteur en droit en 1898, il rédige une thèse sur la première loi anglaise concernant la responsabilité des accidents et une autre intitulée La journée de travail de l'ouvrier français. Agrégé d'économie politique en 1899, il est professeur d'économie politique à la Faculté de droit de Montpellier de 1899 à 1913. Il collabore à partir de 1903 ou 1904 avec Charles Gide, protestant comme lui, à l'écriture d’une Histoire des doctrines économiques dont la première édition est parue en 1909. Ce travail occupe l'essentiel de son temps pendant les douze années passées à Montpellier. Peu à peu, il prend conscience que les problèmes ouvriers sont « dépendants de l'évolution économique générale, du développement des capitaux et de celui du profit ». Il est notamment frappé par le fait que la prospérité des dix premières années du XXe siècle était liée au développement des mines d'or du Transvaal. Aussi en 1913 au moment où il est nommé à Paris il se préoccupe surtout de questions monétaires.

### Première Guerre mondiale
Durant la guerre, il fait partie de l'équipe Lichtenberger qui regroupe des spécialistes des questions allemandes. Il s'agit pour eux d'informer correctement et objectivement le gouvernement et les administrations de la situation en Allemagne. Dans cette équipe, Rist s'occupe plus spécialement des questions relatives aux finances de guerre et au cours du change. Il est frappé par la propagande faite tant en France qu'en Allemagne visant favoriser l'emploi du chèque au lieu des billets afin de soulager les finances publiques alors que Maurice Ansiaux a montré dès 1912 l'identité économique de ces deux moyens de paiements, une idée non encore diffusé à l'époque dans le grand public. Il pousse deux de ses anciens étudiants prisonniers en Allemagne à traduire le livre Qu'est-ce que la monnaie ? de Hartley Withers (en), l'auteur qui a popularisé la formule « les crédits créent des dépôts ».
Dans la notice biographique qu'il a préparée pour aider son successeur à l'Institut à rédiger son discours d'hommage, il déclare avoir été « indigné par les déclarations d'hommes comme MM. Loucheur et Klotz, qui s'efforçaient de faire croire au public français et au parlement qu'il était facile d'obtenir des sommes astronomiques en mark-or ». Sur ce point le gouverneur de la Banque d'Angleterre M. Cundliffe n'était pas en reste. Pour lui c'est dans ce contexte qu'il faut comprendre le livre de John Maynard Keynes Les Conséquences économiques de la paix qui a paru alors « comme une véritable délivrance à ceux qui pouvaient pénétrer la réalité ». Il éprouve alors une vraie difficulté à faire passer dans la presse en vain et doit se contenter de publier dans la Revue d'économie politique une rubrique sur les Réparations.

### Entre-deux guerres
Dans les années 1924, 1925, Charles Rist réclame dans des articles publiés par la Revue d'économie politique une stabilisation du franc. Cela lui vaut d'être nommé en 1926, par Raoul Péret, alors ministre des Finances du cabinet Aristide Briand, membre d'un Comité d'experts dans lequel il est le seul, avec Gaston Jèze, à n'être ni banquier, ni industriel. Le 23 juin 1926, Joseph Caillaux, devenu ministre des Finances, accepte le rapport des experts et remanie la direction de la Banque de France. Il y nomme Émile Moreau gouverneur et Rist premier sous-gouverneur. Le gouvernement Briand ayant été vite renversé, le rapport des experts sera mis en œuvre par Raymond Poincaré et amènera en 1928 au franc Poincaré.
En 1928, il est élu membre de l'Académie des sciences morales et politiques. Lors de la tournée de visite à ceux qui devaient l'élire, il se heurte à l'hostilité particulière des universitaires opposés à la « stabilisation, qu'ils considéraient comme un abandon scandaleux ». Durant cette période il représente aussi la Commission des réparations au Tribunal arbitral de La Haye créé par le plan Dawes pour trancher les différends entre la commission et le gouvernement allemand. Les Roumains ayant demandé de l'aide à la Banque de France, il participe aussi à une mission en Roumanie destinée à la stabilisation de la monnaie roumaine. Fin 1928, il démissionne de la Banque de France. Une fois remplacé par Clément Moret, il reprend l'enseignement.
En 1931, il prend part à la mission Laval à Washington. Si le secrétaire d'État américain s'intéresse au maintien de l'étalon-or, ce n'est pas le cas de Laval, qui dit à Rist : « vous savez, l'étalon d'or, je m'en fous. Vous mettrez ce que vous voudrez dans le communiqué ». Il représente la France à la Conférence de Lausanne en 1932. En avril 1933, il accompagne Édouard Herriot aux États-Unis, où il rencontre Franklin Delano Roosevelt. En juin 1933, il est le délégué de la France à la Conférence économique mondiale de Londres (en), où il défend « énergiquement le maintien de l'étalon-or malgré l'abandon complet de cet étalon par le président Roosevelt ». Il prend une part active à la décision de la France, de la Hollande et de la Suisse de maintenir cet étalon. Les discussions avec les représentants des pays de langue anglaise sont à l'origine de son livre Histoire des Doctrines monétaires.
En 1934, avec l’appui de la fondation Rockefeller, il fonde l'Institut de recherches économiques et sociales (IRES). Lionel Robbins y donne, en 1934, une conférence sur la méthode dans les recherches économiques. Robert Marjolin, qui a travaillé avec lui, note que, bien qu’il soit censé incarner le capitalisme national et international, « son instinct le portait le plus fréquemment à gauche ».
En 1936, il devient, à la demande de Pierre Laval d'abord, puis de Paul Bastid et enfin de Georges Bonnet, président de la Commission de Révision douanière, où il se heurte à une forte résistance des industriels et du ministère de l'Agriculture. La guerre met fin aux travaux de la commission et renforce le protectionnisme.
Il prend la présidence du Comité de Paris de la Banque ottomane en 1937, poste qu'il conservera jusqu'en 1954. Il est également vice-président de la Banque des Pays de l'Europe centrale, administrateur du Canal de Suez et de la Banque de Paris et des Pays-Bas, et membre du comité de surveillance du Credit Anstalt.

### Seconde Guerre mondiale et immédiat après-guerre
Au début de la guerre, il constitue, à la demande du ministre du Blocus, un comité consultatif chargé de réfléchir au blocus. Il s'aperçoit vite que celui-ci devrait porter sur un petit nombre de produits, parmi lesquels des métaux non ferreux comme le molybdène. Dans sa notice biographique, il note que les dirigeants se faisaient beaucoup d'illusions quant à l'efficacité du blocus. Quoi qu'il en soit, c'est dans le cadre de l'organisation franco-anglaise du blocus qu'il est envoyé aux États-Unis, où il est reçu par Cordell Hull, ministre des Affaires étrangères et par le président Franklin Delano Roosevelt. Il revient en France pour assister à la défaite. Durant la guerre, il écrit son livre Précis des Mécanismes monétaires, qui sera interprété à sa parution après-guerre « comme une confession à retardement d'un libéralisme désuet ». Il publie également une nouvelle édition de l'Histoire des doctrines où il critique la conception keynésienne de l'épargne.
Dans l'après-guerre il est critique envers le Fonds monétaire international, qu'il estime viser non pas « le rétablissement international des monnaies » mais l'instauration d'« une sorte de condominium monétaire anglo-américain ». Il combat également la politique économique de Jean Monnet, qu'il accuse d'imposer de trop grandes restrictions de consommation et de trop lourdes charges budgétaires « sous prétexte d'investissement ». Il estime que la politique menée conduit à un budget en constant déséquilibre et à une « chute méthodique du Franc ».
À sa mort en 1955, la Revue d'économie politique lui consacre un numéro spécial. Il est alors considéré selon ses propres mots comme « un représentant de ce qu'on appelle l'orthodoxie en économie politique ».

## Le praticien

### Rist le professeur
Selon Jean-Marcel Jeanneney, dont il a été le professeur en doctorat, « Sa vocation était d'enseigner, non par goût d'imposer sa propre pensée — nul n'était plus libéral que ce grand esprit, nourri des classiques et des philosophes du XVIIIe siècle — mais parce qu'il croyait à la puissance des idées ». Son premier cours de faculté donné en 1899-1900 portait sur La distribution des Richesses. Après la Première Guerre mondiale, qui provoqua force dérèglements monétaires, ses cours portent principalement sur la monnaie et les relations économiques internationales. Les thèmes de ses cours furent alors : 1919-1920 grandes banques d'émission et de dépôt, 1921-1922 révolution monétaire mondiale et distribution des richesses ; 1922-1923 vie économique internationale ; 1923-1924 commerce international et balances des comptes ; 1924-1925 réformes monétaires depuis la fin de la guerre ; 1925-1926 relations commerciales internationales. En 1933, il quitte la faculté de droit de Paris pour se consacrer à son institut de recherche, l'ISRES (Institut scientifique de recherche économique et sociale), mais continue de donner quelques heures de cours à l'École libre des sciences politiques (Sciences Po Paris).

## Rist le théoricien et l'historien des doctrines économiques

### Méthodologie
Charles Rist se veut un réaliste. Il se moque des économistes qui font des « excursions dans la stratosphère ».

### Le théoricien des finances publiques
Selon Henry Laufenburger, Rist a approché les questions budgétaires en partant de la théorie monétaire. En effet, la Première Guerre mondiale a eu pour effet, en provoquant de forts déficits, de mettre la monnaie au service de l'État, ce qui a provoqué sinon une élimination du moins une forte diminution de la troisième fonction d'une monnaie celle de réserve de valeur. Rist a abordé « les incidences budgétaires de la monnaie fiduciaire sous deux régimes : celui de l'expansion et celui de la contraction ».
Il aborde le thème des effets de la contraction dans le livre que Laufenburger considère être un des meilleurs de Rist : La déflation en pratique (1924). Il considère que dans ce cas l'important n'est pas la « réduction des instruments de circulation » monétaires, mais la réduction du déficit public. Mais traitant de la façon dont l'Angleterre a géré sa déflation, il estime que cette politique, visant surtout à restaurer le prestige de la livre, a eu des inconvénients graves.
En ce qui concerne l'expansion, pendant l'expérience du Front populaire, il montre « peu d'enthousiasme pour le concept du déficit systématique » mais il accepte de différencier les dépenses publiques de fonctionnement et celle d'investissement. À la Libération de la France il se résigne au financement public de l'investissement à condition qu'il soit fait recours à l'épargne. Entre les deux types d'épargne possible, l'épargne forcée (les impôts) et l'épargne volontaire, il préfère nettement la seconde et il est un des fervents partisans du retour à la flexibilité du taux d'intérêt qu'il juge la plus susceptible de la favoriser.
Charles Rist, économiste financier, et Gaston Jèze, juriste financier, deux figures marquantes de la Faculté de droit de Paris de cette époque avaient l'un pour l'autre une grande estime, non seulement parce que leurs analyses sur les problèmes monétaires, financiers et budgétaires se recoupaient, mais en raison de leur commune qualité d'indépendance et de courage.

## Rist, la monnaie et l'étalon-or
Rist s'intéresse réellement à la monnaie après la Première Guerre mondiale. Son premier travail sur la question est publié en 1924 sous le titre La déflation en pratique, suivi en 1933 par un livre intitulé Essais sur quelques problèmes économiques et monétaires, puis Histoire des doctrines relatives au crédit et à la monnaie depuis John Law jusqu'à nos jours. Après guerre, alors qu'il est avec Jacques Rueff un des derniers tenant de l'étalon-or, il écrit son Précis des mécanismes économiques élémentaires et en 1953 sa Défense de l'or.

### La monnaie
Dans ses écrits Rist ne cherche pas une essence de la monnaie, mais la définit par ses fonctions : instrument de mesure, instrument d'échange et réserve de valeur. Selon lui, la monnaie-papier ne remplit que « très mal » la fonction de réserve de valeur et il s'oppose aux nominalistes (Bertrand Nogaro, Albert Aftalion) qui mettent surtout l'accent sur les deux premières fonctions de la monnaie, il s'oppose aussi à l'analyse de Friedrich von Wieser pour qui la valeur de la monnaie correspond à l'utilité du dernier bien qu'elle puisse acheter. Puis la monnaie est un peu à la façon dont François Simiand la conçoit : une réalité sociale. 
Rist accepte la théorie quantitative de la monnaie qui constate l'existence d'un lien entre quantité de monnaie et hausse des prix. Il voit dans le déficit budgétaire d'après la Première Guerre mondiale la cause de l'inflation et due l'instabilité des changes. Il se méfie de l'emprise de l'État sur la monnaie par le biais de l'émission de bons du Trésor.

### La primauté de l'or
Selon lui, si l'or n'est pas une monnaie parfaite, c'est la moins mauvaise. Tout d'abord parce que l'or bénéficie d'une forte aura en raison de sa beauté, de sa rareté et de sa durabilité, bref que selon les termes de François Simiand une réalité sociale que l'on peut considérer comme ayant au moins en partie une existence propre hors de l'action gouvernementale. Par ailleurs, en fixant l'émission monétaire sur l'or, on empêche le gouvernement d'utiliser la monnaie à ses fins propres. Louis Baudin note que « Rist insiste sur le fait que le métal gêne les combinaisons des dirigeants désireux de se servir de la monnaie comme d'un levier de commande de l'économie ».
Après la Seconde Guerre mondiale, il s'opposera au système de Bretton Woods. En effet, il soutient qu'il aurait mieux valu baser le système sur l'or plutôt que sur le dollar convertible en or. À cela deux raisons : le dollar ne peut être vu comme équivalent à l'or car d'une part il est à la merci de la politique des États-Unis, et d'autre part le prix de l'or sur le marché libre peut-être différent du cours officiel. De plus, pour lui, en maintenant un prix officiel de l'or bas, on décourage la croissance du stock d'or et par-là on contribue à accroître le différentiel entre prix de marché libre et cours officiel.
Pour Charles Rist, un système monétaire sain doit permettre « un équilibre entre les prix extérieurs, les prix intérieurs, la circulation monétaire, la balance des comptes, les charges fiscales ». Selon lui on n'a pas pu établir en France un système monétaire sain pour trois raisons : le déséquilibre du budget, les problèmes de la balance des comptes, la mobilisation de l'épargne.

### La stabilité monétaire
Pour lui, l'important c'est d'abord la stabilité du change car l'instabilité décourage les épargnants qui deviennent averses au long terme et soumettent les producteurs à de fortes variations qui les déstabilisent. En revanche, stabiliser les prix lui semble utopiste même s'il est contre l'inflation. Si les prix ont trop augmenté par rapport à l'or, il faut stabiliser c'est-à-dire constater la réalité des prix et fixer le cours de la monnaie par rapport à l'or au cours d'équilibre réel ce qui a été fait en France en partie sous ses conseils lors de la mise en place en 1928 du Franc Poincaré.
Après une période d'inflation forte les pays ont souvent le choix entre la dévaluation et la déflation. Rist préfère dans ce cas la dévaluation car il estime que la déflation est très difficile du fait de la résistance des gens à la baisse de leur salaire ou de leurs bénéfices. Il écrit dans son Précis des mécanismes économique à la page 234 « la baisse des prix profite à ceux qui vivent de revenus fixes, mais crée des difficultés à tous les producteurs... or ce sont eux qui forment l'armature économique du pays ».

## Évaluation de son influence
Alfred Sauvy juge que l'Institut de recherches économiques et sociales est arrivé trop tard et que, trop timoré, il n'a pas vraiment pesé sur les grandes décisions. En particulier, il reproche à Rist et à un autre économiste célèbre de l'époque, Gaëtan Pirou, de ne pas avoir assez poussé, comme Walter Lippmann le suggérait, le gouvernement à dévaluer en 1934-1935.
Pour Roger Dehem, Rist fournirait « la clé pour comprendre la position française en matière monétaire dans ce qu’elle a eu d’opposé à la vision type des Anglo-Américains durant les soixante dernières années ». C’est aussi peut-être une des raisons à l’attitude que lui reprochait Sauvy.

## Distinctions
- Officier de la Légion d'honneur (12 décembre 1932)[33]
- Officier de l'Instruction publique

## Principales publications
- Histoire des doctrines économiques (1909). Avec Charles Gide [lire en ligne]. Nouvelle édition présentée par Annie L. Cot et Jérôme Lallement, Dalloz, 2000.
- Les finances de guerre de l'Allemagne (1921).
- La Déflation en pratique : Angleterre, États-Unis, France, Tchéco-Slovaquie (1924).
- The international consequence of the present distribution of gold holding (1931)
- Questions monétaires de l'heure présente : or, étalon-or (1932)
- Économie politique : Principales interprétations de la crise économique de 1930 (1932/1933).
- Essais sur quelques problèmes économiques et monétaires (1933)
- L'évolution de l'économie française 1910-1937 (1937)
- Histoire des doctrines relatives au crédit et à la monnaie de John Law à nos jours (1938). Nouvelle édition présentée par Christian de Boissieu, Dalloz, 2002.
- Essai sur la conjoncture et la prévision économique (Avec Alfred Sauvy), 1939
- De la France d'avant-guerre à a France d'aujourd'hui (avec Gaëtan Pirou), 1939.
- Précis des mécanismes économiques élémentaires (1945)
- La Vie et la pensée de Gaëtan Pirou (1948)
- Défense de l'or (1953)
- Une saison gâtée : journal de la guerre et de l'occupation (1939-1945), édition établie par Jean-Noël Jeanneney, Fayard, 1983.